# Slowakei-Rundfahrt

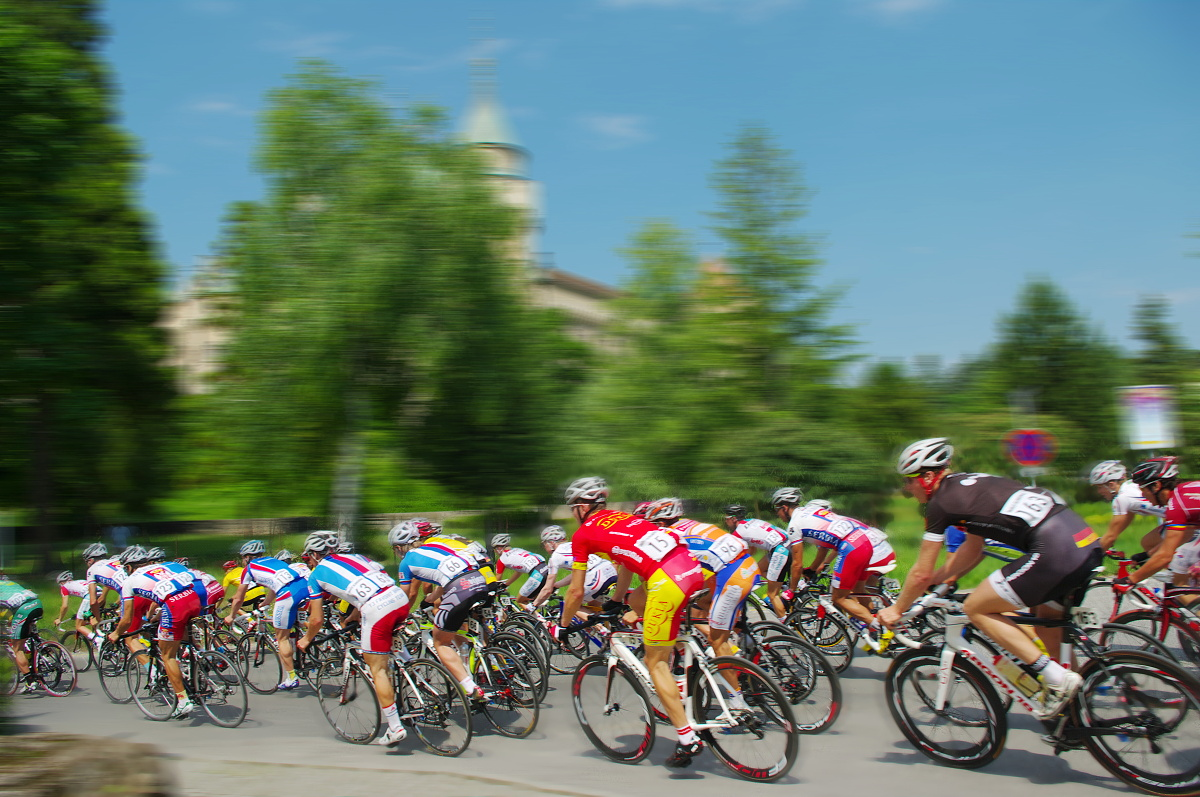
Impression Slowakei-Rundfahrt

Die Slowakei-Rundfahrt (slowakisch Okolo Slovenska) ist ein slowakisches Straßenradrennen.
Das Etappenrennen, welches seinen Termin typischerweise im August oder September hat und fünf oder mehr Etappen umfasst, wurde im Jahre 1954 zum ersten Mal als nationales Rennen ausgetragen. Seit Einführung der UCI Europe Tour in der Saison 2005 ist das Rennen Teil dieser Rennserie und zunächst in die UCI-Kategorie 2.2 und ab 2017 in Kategorie 2.1 eingestuft.
Rekordsieger sind Miloš Hrazdíra und Jiří Škoda, die das Rennen jeweils dreimal für sich entscheiden konnten.

## Palmarès
| Jahr                         | Sieger                           | Zweiter                    | Dritter                              |
| ---------------------------- | -------------------------------- | -------------------------- | ------------------------------------ |
| 1954                         | Karel Nesl                       | Josef Křivka               | Jan Kubr                             |
| 1955                         | Jan Veselý                       | Bedrich Plank              | Vlastimil Ružička                    |
| 1956                         | Aurelio Cestari                  | Alberto Emiliozzi          | Karl-Magnus Åmell                    |
| 1957                         | Pierre Le Don                    | Günter Oldenburg           | Horst Kappel                         |
| 1958                         | Walter Renner                    | Josef Křivka               | Rudolf Revay                         |
| 1959                         | Lothar Höhne                     | Jan Malten                 | Ludevit Wiezner                      |
| 1960                         | Antal Megyerdi                   | Rudolf Revay               | František Konečný                    |
| 1961–1963: nicht ausgetragen |                                  |                            |                                      |
| 1964                         | Matej Laczo                      | Ladislav Heller            | Jiří Háva                            |
| 1965                         | Jiří Háva                        | Pavel Konečný              | Bernd Patzig                         |
| 1966                         | Pavel Konečný                    | Pavel Doležel              | Jiří Háva                            |
| 1967                         | Miloš Hrazdíra                   | Jiří Háva                  | Pavel Konečný                        |
| 1968                         | Miloš Hrazdíra                   | Ján Svorada                | Břetislav Souček                     |
| 1969                         | Břetislav Souček                 | Ladislav Biľo              | Miloš Hrazdíra                       |
| 1970                         | Vlastimil Moravec                | Jiří Vlček                 | Rudolf Labus                         |
| 1971                         | Jiří Háva                        | Alois Holík                | Ladislav Biľo                        |
| 1972                         | Antonín Bartoníček               | Vladimír Vondráček         | Ladislav Biľo                        |
| 1973                         | Miloš Hrazdíra                   | Rudolf Labus               | Ľudovít Pavela                       |
| 1974                         | Pavol Čambal                     | Antonin Sel                | Jiří Bartolšic                       |
| 1975                         | Josef Dvořák                     | Rudolf Labus               | Ján Stejskal                         |
| 1976                         | Jiří Škoda                       | Ján Kružic                 | Jostein Wilmann                      |
| 1977                         | Miroslav Sýkora                  | Bernd Drogan               | Svatopluk Henke                      |
| 1978                         | Theo de Rooij                    | Ramasan Galjaletdinow      | Alexander Michailowitsch Gusjatnikow |
| 1979                         | Jaroslav Poslušný                | Jan Brzeźny                | Andrei Georgijewitsch Wedernikow     |
| 1980                         | Jiří Škoda                       | Sergei Suchorutschenkow    | Jiří Stratílek                       |
| 1981                         | Andrei Georgijewitsch Wedernikow | Juri Wiktorowitsch Barinow | Sergei Prybyl                        |
| 1982                         | Wladimir Woloschin               | Ladislav Ferebauer         | Bernd Drogan                         |
| 1983                         | Bernd Drogan                     | Andrei Toporichev          | Miroslav Sýkora                      |
| 1984                         | Miroslav Sýkora                  | Vladimír Dolek             | Andrzej Mierzejewski                 |
| 1985                         | Jiří Škoda                       | Kurt Konrad                | Bruno Bulić                          |
| 1986                         | Václav Toman                     | Gennadij Alexasis          | Miloslav Vašíček                     |
| 1987                         | Iwan Michailowitsch Iwanow       | Pēteris Ugrjumovs          | Miloslav Vašíček                     |
| 1988                         | Tomáš Sedláček                   | Vladimír Švehlík           | Kurt Konrad                          |
| 1989                         | Pawel Tonkow                     | Vladimír Kozárek           | Andrei Georgijewitsch Wedernikow     |
| 1990                         | Miroslav Lipták                  | Milan Dvorščík             | Tomáš Sedláček                       |
| 1991                         | Heinrich Trumheller              | Pawel Tonkow               | Lutz Lehmann                         |
| 1992                         | Lubor Tesař                      | Pavel Padrnos              | Mike Weissmann                       |
| 1993                         | Serhij Hontschar                 | Patrick Moster             | Steffen Blochwitz                    |
| 1994                         | Vladimír Švehlík                 | Heiko Latocha              | Alexei Nakazny                       |
| 1995                         | František Trkal                  | Robert Pintarič            | Vladimír Švehlík                     |
| 1996                         | Ján Valach                       | Roman Broniš               | Boris Premužič                       |
| 1997                         | Jaromír Purmenský                | Igor Kranjec               | Matthias Jandt                       |
| 1998                         | Andrej Hauptman                  | Marcel Strauss             | Jaromír Friede                       |
| 1999                         | Ondřej Sosenka                   | Charly Wegelius            | Piotr Chmielewski                    |
| 2000                         | René Andrle                      | Kim Kirchen                | Ondřej Fadrny                        |
| 2001                         | František Trkal                  | Matija Kotnik              | Michal Prusa                         |
| 2002                         | Gustav Larsson                   | Luke Roberts               | Leonardo Zanotti                     |
| 2003                         | Ondřej Sosenka                   | Cezary Zamana              | Dawid Krupa                          |
| 2004                         | Piotr Chmielewski                | Dawid Krupa                | Kamil Vrána                          |
| 2005                         | Martin Prázdnovský               | Martin Riška               | Eduard Worganow                      |
| 2006                         | Radosław Romanik                 | René Andrle                | Kristoffer Gudmund Nielsen           |
| 2007                         | Joost van Leijen                 | Martin Mareš               | Marcin Sapa                          |
| 2008                         | Kristoffer Gudmund Nielsen       | Péter Kusztor              | Sergei Firsanow                      |
| 2009                         | Leigh Howard                     | Stefan Schäfer             | Pasquale Muto                        |
| 2010                         | Robert Vrečer                    | Timon Seubert              | Maroš Kováč                          |
| 2011                         | Nikita Walerjewitsch Nowikow     | Tomislav Dančulović        | Kristijan Đurasek                    |
| 2012                         | Enrico Rossi                     | Alexander Prischpetni      | Davide Rebellin                      |
| 2013                         | Petr Vakoč                       | Tim Mikelj                 | Maroš Kováč                          |
| 2014                         | Oleksandr Poliwoda               | Kristjan Fajt              | Matija Kvasina                       |
| 2015                         | Davide Viganò                    | Matthias Krizek            | Paweł Cieślik                        |
| 2016                         | Mauro Finetto                    | Witalij Buz                | Kirill Posdnjakow                    |
| 2017                         | Jan Tratnik                      | Mattia Cattaneo            | Piotr Brożyna                        |
| 2018                         | Julian Alaphilippe               | Jan Tratnik                | Cesare Benedetti                     |
| 2019                         | Yves Lampaert                    | Arnaud Démare              | Stefan Küng                          |
| 2020                         | Jannik Steimle                   | Nico Denz                  | Shane Archbold                       |
| 2021                         | Peter Sagan                      | Jannik Steimle             | Cees Bol                             |
| 2022                         | Josef Černý                      | Mauri Vansevenant          | Koen Bouwman                         |
| 2023                         | Rémi Cavagna                     | Stefan Küng                | Milan Vader                          |
| 2024                         | Mauro Schmid                     | Julian Alaphilippe         | Felix Engelhardt                     |
| 2025                         |                                  |                            |                                      |